# Phyllis Francisová
Phyllis Francisová, nepřechýleně Phyllis Francis (* 4. května 1992) je americká sportovkyně, atletka, sprinterka.

## Kariéra
V roce 2015 získala stříbrnou medaili na mistrovství světa v Pekingu jako členka americké štafety na 4 × 400 metrů (běžela v rozběhu). Na olympiádě v Rio de Janeiro o rok později doběhla pátá v běhu na 400 metrů a byla členkou vítězné štafety USA na 4 × 400 metrů. V srpnu 2017 se v Londýně stala mistryní světa v běhu na 400 metrů.